# Ett bomullskontor i New Orleans
Ett bomullskontor i New Orleans (franska: Un Bureau de coton à La Nouvelle-Orléans) är en oljemålning av den franske konstnären Edgar Degas från 1873. Målningen är utställd på Musée des beaux-arts i Pau. 
Degas mor Célestine de Gas var född i New Orleans och hans bröder René och Achille var bosatta där från 1860-talet. Efter ett besök i Paris av René de Gas beslöt Degas att följa med honom tillbaka till New Orleans i november 1872. Degas stannade där i ett knappt halvår och återvände till Paris i mars 1873. Hans släktingar arbetade i bomullsbranschen och i målningens förgrund ses morbror Michel Musson i hög hatt undersöka bomullen. Bakom denne läser konstnärens bror René tidningen The Daily Picayune. Hans andra bror, Achille, är avmålad längst till vänster lutandes mot fönsterväggen.
Målningen ställdes ut på den andra impressionistutställningen 1876. När den inköptes 1878 av Musée des beaux-arts de Pau var det den första målning av Degas som inhandlats av ett museum.